# Batting Average
Der Batting Average (deutsch in etwa: Schlagdurchschnitt) ist die wohl bekannteste Statistik zur Beschreibung der Offensivleistung eines Spielers im Baseball.

## Geschichte
Die Grundlage für die Berechnung des Batting Average legte der englische Statistiker und Sportjournalist Henry Chadwick im späten 19. Jahrhundert, als er die im Cricket bereits bestehenden Statistiken dem Baseballspiel anpasste. So begann er für die Wochenzeitung New York Clipper Hits, Home Runs, Total Bases und andere grundlegende Statistiken aufzuzeichnen, aus welchen viele der heutzutage genutzten Statistiken berechnet werden. Auch wenn diese Statistiken nicht explizit aus Chadwicks Feder stammen, gilt er dennoch als Erfinder der modernen Baseballstatistik sowie des modernen Baseballsports. Der Batting Average wurde erstmals am 11. März 1871 von Hervie Alden Dobson in einem Artikel des Clippers  abgedruckt, auch wenn die Statistik erst durch einen Abdruck in der Boston Press am 10. August 1874 der Allgemeinheit bekannt wurde. In der Saison 1876 ist der Batting Average erstmals für die National League offiziell erfasst worden und ist seitdem unverändert in jedem Boxscore enthalten.

## Berechnung
Zur Berechnung des Batting Average (abgekürzt: AVG) wird die Anzahl der Schläge, mit welchen der Schlagmann („Batter“) mindestens die erste Base erreicht hat („Hits“) durch die Anzahl all seiner („At Bats“) geteilt. Ein At Bat bezeichnet jedes Batter-Pitcher-Duell, bei dem der Batter einen Hit erzielt, die Base nicht („Out“) beziehungsweise nur aufgrund eines Fehlers seines Gegenspielers erreicht („Error“) oder er zwar sicher die erste Base erreicht, jedoch nicht alle seine Mitspieler sicher zur nächsten aufrücken konnten („Fielder's Choice“). Es werden jedoch keine Versuche zu den At Bats gezählt, welche in einem Walk enden, der Batter mit dem Ball getroffen wird, ihm aufgrund einer Behinderung (meist des Catchers) die erste Base zugesprochen wird oder wenn sich der Batter "opfert" um seine Mitspieler vorrücken zu lassen.
Das Ergebnis dieser Berechnung ist eine relative Häufigkeit und liegt immer zwischen 0 und 1. Zur Darstellung des Batting Average wird die Zahl auf drei Nachkommastellen gerundet. Als Dezimalzeichen dient hierbei der im angloamerikanischen Sprachenraum insbesondere in den USA genutzte Punkt. Die 0 vor dem Dezimalzeichen wird im Allgemeinen weggelassen, sodass ein Batting Average zum Beispiel .286 geschrieben wird. Eine Ausnahme bildet hierbei der Batting Average von 1, bei dem die 1 als 1.000 immer mitgeschrieben wird. Ein Batting Average von .286 bedeutet also, dass ein Batter bei 28,6 % seiner Schlagversuche erfolgreich war.

## Einordnung der Werte
Im modernen Baseball gilt ein Batting Average Saisonwert von .300 als ausgezeichnet. Ein Durchschnitt von über .400 ist im heutigen Profibaseball nahezu nicht mehr erreichbar. Der letzte Spieler, dem das gelang, war Ted Williams von den Boston Red Sox im Jahr 1941 mit einem Wert von .406. Der höchste seitdem erreichte Durchschnitt beträgt .394 und wurde 1994 vom San Diego Padres Spieler Tony Gwynn aufgestellt. Der Batting Average für die gesamte Liga betrug in der Saison 2018 .248. Der höchste Durchschnitt im modernen Baseball betrug .296 im Jahr 1930 und der niedrigste .237 im Jahr 1968. Ein Wert von unter .230 gilt für Feldspieler im Allgemeinen als schlecht, ein Batting Average unter .200 ist normalerweise nicht akzeptabel. Letzterer wird auch als Mendoza Line bezeichnet. Diese Bezeichnung geht auf den mexikanischen Baseballspieler Mario Mendoza zurück, welcher zwar ein überragender Defensivspieler war, jedoch über seine Karriere nur einen Batting Average von .215 schlug.

## MLB Batting Averages Championships
Die MLB Batting Averages Championships (auch bekannt als batting title) werden jährlich an die beiden Spieler verliehen, welche in ihrer Liga den jeweils höchsten Batting Average besitzen. Ty Cobb hält mit elf Titeln sowohl den Rekord für die MLB als auch den für die American League (AL). Den National League (NL) Rekord teilen sich mit jeweils acht Titeln Honus Wagner und Tony Gwynn. Der Großteil von Cobbs und Wagners gesamte Karriere befanden sich in der sogenannten Deadball-Ära, in welcher die Starspieler einen besonders hohen Batting Average erreichten (obwohl der Ligadurchschnitt zu dieser Zeit seinen absoluten Tiefpunkt erzielte), wohingegen Gwynn seine Karriere in der darauffolgenden Liveball-Ära spielte.
Um sich für diesen Titel zu qualifizieren, müssen die Spieler seit dem Jahr 1957 mindestens 3,1 Plate Appearances pro angesetztem Spiel seines Teams haben. Bei den derzeitigen 162 Saisonspielen beträgt das 502 Plate Appearances. Zuvor mussten die Spieler eine 2,6 At Bats pro Spiel haben, welches Spieler benachteiligte, die viele Walks erreichten. Seit 1967 können fehlende Plate Appearances als „Out“ gewertet werden um den Spieler doch noch in die Auswertung miteinzubeziehen.

## Vergleich mit On-Base Plus Slugging (OPS)
Einer der größten Kritikpunkte am Batting Average zur Abbildung der Offensivleistung eines Spielers ist, dass die Fähigkeit des Spielers, gute („Strikes“) und schlechte Würfe („Balls“) des Pitchers (Werfers) zu unterscheiden und so mit einem Walk die erste Base zu erreichen, unberücksichtigt bleibt. Außerdem bewertet der Batting Average alle Hits gleich, egal wie gut sie waren und wie viele Bases der Spieler infolgedessen erlaufen konnte, ignoriert also die Schlagkraft des Batters.
On-Base Percentage (OBP) belohnt Walks (und HBP) und bestraft Sac Flies. Für alle anderen Ereignisse entspricht die Berechnung der des Batting Average. Slugging Percentage (SLG) ist im Prinzip ein gewichteter Batting Average, der die Anzahl geschlagener Bases berücksichtigt, wobei pro At-Bat bis zu vier Bases (= Home Run) berechnet werden. Beide Metriken werden in der Regel zu On-Base Plus Slugging (OPS) zusammengefasst, wofür einfach beide Werte aufsummiert werden.